# Lissette García Bustamante
Lissette Ivonne García Bustamante (Concepción, 26 de febrero de 1963) es una asistente social, abogada y política chilena, miembro del Partido Demócrata Cristiano  (PDC). Se desempeñó como subdirectora del Servicio Nacional de la Mujer (Sernam) y como subsecretaria de Previsión Social, durante los gobiernos de los presidentes Ricardo Lagos y Michelle Bachelet, respectivamente.

## Formación
Nacida en Concepción el 26 de febrero de 1963, realizó estudios superiores en la carrera de trabajo social en la Universidad de Concepción. También, estudió derecho en la Universidad Central de Chile, titulándose como abogada y luego cursó un posgrado en gestión de programas sociales en la Facultad de Ciencias Sociales de la Universidad de Chile.

## Carrera pública
Su desarrollo profesional ha estado ligado a la gestión pública, principalmente en el ámbito de las políticas sociales.
Entre 1991 y 1994, fue directora nacional del Área Regional de la Fundación Integra en la región del Biobío. A continuación le correspondió asumir como Coordinadora Nacional del Programa de Centros de Información de los Derechos de la Mujer (Cidem) en el Servicio Nacional de la Mujer (Sernam) entre 1994 y 2000.
Durante la administración del presidente Ricardo Lagos, desde 2000 hasta 2001 ocupó el puesto de jefa del Departamento de Protección de Derechos del Servicio Nacional de Menores (Sename) y entre 2001 y 2002, ejerció como jefa del Departamento de Desarrollo Regional del Consejo Nacional para el Control de Estupefacientes (Conace).
En ese último año fue nombrada por Lagos, como subdirectora del Sernam. Bajo el ejercicio de esa función le correspondió actuar como representante de Chile ante la Organización de Estados Americanos (OEA), en la Comisión Interamericana de Mujeres, como experta en el tema «participación política de la mujer en América Latina». Ejerció el cargo hasta el 15 de julio de 2004, fecha en que presentó su renuncia para postular a la alcaldía de Estación Central en las elecciones municipales de ese año.
En la actualidad, es miembro del directorio la fundación cultural Art-America y del estudio jurídico Abogadas Pro Familia.